# Royal Secret Agent
Royal Secret Agent (hangul: 암행어사; rr: Amhaeng-eosa;) é uma série de televisão sul-coreana dos gêneros comédia histórica e mistério. A série é dirigida por Kim Jung-min e estrelada por Kim Myung-soo, Kwon Nara, Lee Tae-hwan, Lee Yi-kyung e Jo Soo-min. Escrita por Kang Min-sun e Park Sung-hoon, a série trata de um Inspetor real secreto, que monitora funcionários governamentais corruptos enquanto permanece disfarçado, dentro do governo da Dinastia Joseon. Ele foi transmitido na KBS2 todas as segundas e terças-feiras às 21:30 (KST) de 21 de dezembro de 2020, a 9 de fevereiro de 2021.

## Sinopse
Ambientada na era da Dinastia Joseon, a série gira em torno de Sung Yi-gyum (Kim Myung-soo), um funcionário público que trabalha no departamento administrativo e de pesquisa do escritório do governo. Ele é pego a jogar e, como punição, ele é reafirmado a um novo cargo como um inspetor secreto real para investigar as práticas corruptas dos funcionários públicos. Yi-gyum realiza seu novo trabalho com a ajuda de Hong Da-in (Kwon Nara), uma inspecionista e Park Chun-sam (Lee Yi-kyung), seu servo conversatório, mas afetuoso.

## Elenco

### Principais

#### Os três mosqueteiros
- Kim Myung-soo como Sung Yi-gyum, um Inspetor Real Secreto[6]
- Kwon Na-ra como Hong Da-in / Honglang / Lee Young-sin, polícia feminina fazendo de curtiganha cuja beleza é comparável a Hwang Jini. Ela se torna membro do entourage do Agente Secreto Real.[7]
- Lee Yi-kyung como Park Chun-sam, servo de Sung Yi-gyum.[8]

#### Cerca de três mosqueteiros
- Lee Tae-hwan como Sung Yi-beom, meio-irmão de Sung Yi-gyum, chefe da banda de vigilantes[9]
- Jo Soo-min como Kang Soon-ae, ex-amante de Sung Yi-gyum, filha de uma cortesanha

### Apoio
- Ahn Nae-sang como Jang Tae-seung, Secretário-chefe Real
- Son Byong-ho como Kim Byeong-geun, conselheiro de estado chefe
- Kim Young-cheol
- Choi Jong-won como Kang In-chung, xerife corrupto
- Shin Ha-young como Kim Mi-ok
- Park Joo-hyung como Seo Yong
- Kim Kyung-sook
- Lee Min-woo
- Um Hyo-sup
- Chae Dong-hyun como Kim Man-hee, o primeiro filho de Kim Byeong-geun
- Jong Ho como Man Deok
- Shin Ji-hoon como Choi Do-kwan
- Jo Deok-hee como Jung Moon-ho
- Yang Byung-yeol como funcionário público Kim

## Produção
Em julho de 2020, o elenco principal da série com Lee Tae-hwan, Kim Myung-soo, Kwon Nara e Lee Yi-kyung foi finalizado. A transmissão foi inicialmente programada para estrear em 2 de novembro de 2020, mas devido à re-proliferação do COVID-19, a produção foi atrasada. Em outubro, foi realizada a leitura de roteiro em grupo. As fotos fixas no traje do período, do conjunto da série foram lançadas pela KBS à medida que as filmagens progrediam.

## Banda sonora original
| N.º            | Título          | Artist         | Duração |  |
| 1.             | "I'll Find You" | N.Flying       |         |  |
| 2.             | "I'll Find You" |                |         |  |
| Duração total: | Duração total:  | Duração total: | 9:02    |  |

### Parte 2
| N.º            | Título         | Artist         | Duração |  |
| 1.             | "My Love"      | Lee Sun        |         |  |
| 2.             | "My Love"      |                |         |  |
| Duração total: | Duração total: | Duração total: | 7:34    |  |

### Parte 3
| N.º            | Título                           | Artist               | Duração |  |
| 1.             | "Even if it accidentally passes" | ALICE (Song Joo-hee) |         |  |
| 2.             | "Even if it accidentally passes" |                      |         |  |
| Duração total: | Duração total:                   | Duração total:       | 7:22    |  |

## Audiência
De acordo com a classificação de audiência da AGB Nielsen Media Research, a segunda parte do episódio final registrou 14% de classificações médias de audiência de TV. Este é o recorde para suas próprias classificações mais altas.

## Transmissão internacional
A série está disponível ao mesmo tempo que a Coreia, como um IQIYI Original e exclusivamente no iQIWI globalmente (exceto na China e na Coreia) com legendas multilíngues.Também está disponível não exclusivamente no iQIYI na Coreia do Sul.

## Prêmios e indicações
| Ano  | Prêmio                  | Categoria                                     | Receptor      | Resultado | - O juiz. |
| ---- | ----------------------- | --------------------------------------------- | ------------- | --------- | --------- |
| 2021 | Prêmios de Drama da KBS | Prêmio de Excelência, Ator                    | Kim Myung-soo | Nomeado   |           |
| 2021 | Prêmios de Drama da KBS | Prêmio de Excelência, Ator em uma minissérie  | Kim Myung-soo | Nomeado   |           |
| 2021 | Prêmios de Drama da KBS | Prêmio de Excelência, Atriz em uma Minissérie | Kwon Nara     | Venceu    |           |
| 2021 | Prêmios de Drama da KBS | Melhor ator secundário                        | Lee Yi-kyung  | Venceu    |           |